# Власов Олександр Кондратійович
Олександр Кондратійович Власов (30 жовтня (12 листопада) 1911, Вільнюс — 1986) — радянський віолончеліст, музичний педагог і композитор.

## Біографія
У 1937 році закінчив Московську консерваторію по класу віолончелі С. М. Козолупова, у 1939 році — аспірантуру під його ж керівництвом.
Виконавська діяльність
- 1931—1934 рр. — артист оркестру;
- 1936—1939 рр. — концертмейстер симфонічного оркестру Московської філармонії;
- 1943—1945 рр. — соліст ВГКО;
- З 1945 року — соліст Московської філармонії.

У 1937 році став лауреатом Всесоюзного конкурсу скрипалів і віолончелістів (2-га премія, Москва).
Гастролював в Австрії, Угорщині, НДР, Чехословаччині, Швеції, Ірані, Іраку.
Викладацька діяльність
- 1939—1941 рр. — доцент Білоруської консерваторії;
- 1942—1943 рр. — доцент Московської і Саратовської консерваторій;
- З 1944 року працював в Музично-педагогічному інституті імені Гнесіних (спершу декан оркестрового факультету[6], з 1951 року професор і завідувач кафедрою віолончелі).

Є автором методичних робіт з віолончельного мистецтва.

## Твори
Є автором низки музичних творів, серед яких:
- романси («Фонтану Бахчисарайського палацу» на слова О. Пушкіна та ін.);
- твори для віолончелі («Мелодія» та ін.).

Також є автором транскрипцій для віолончелі та перекладень для віолончельних ансамблів.

## Звання
- Заслужений діяч мистецтв РСФРР (1963)